# Parliament (группа)
Parliament — американская музыкальная группа под предводительством Джорджа Клинтона, вместе с группой Funkadelic один из двух основных его музыкальных коллективов / проектов. Была в основном ориентирована на создание популярных песен в стиле R&B, в то время как Funkadelic исполняла смесь рока с соулом и фанком, более психоделические и импровизационные композиции. 
В 1997 году совокупный проект Джорджа Клинтона Parliament-Funkadelic был принят в Зал славы рок-н-ролла. 
Кроме того, песня «Give Up the Funk (Tear the Roof off the Sucker)» в исполнении группы Parliament вместе с одной песней группы Funkadelic входит в составленный Залом славы рок-н-ролла список 500 Songs That Shaped Rock and Roll.

## Дискография
- Osmium (1970 г.)
- Up for the Down Stroke (1974 г.)
- Chocolate City (1975 г.)
- Mothership Connection (1975 г.)
- The Clones of Dr. Funkenstein (1976 г.)
- Funkentelechy vs. the Placebo Syndrome (1977 г.)
- Motor Booty Affair (1978 г.)
- Gloryhallastoopid (1979 г.)
- Trombipulation (1980 г.)
- Medicaid Fraud Dogg (2018 г.)